# Cầu giàn

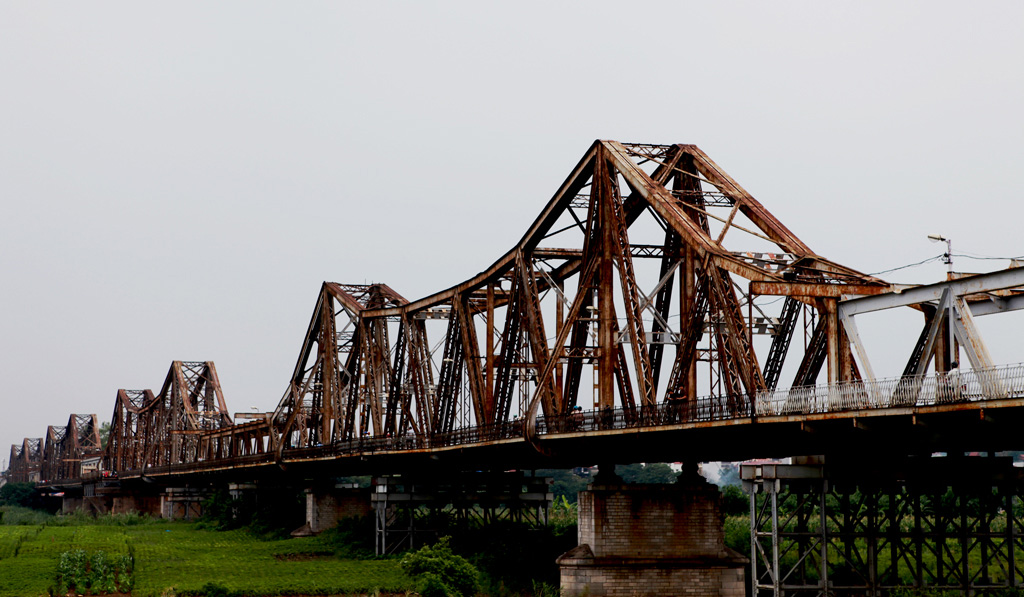
Cầu Long Biên được xây theo kiểu cầu giàn

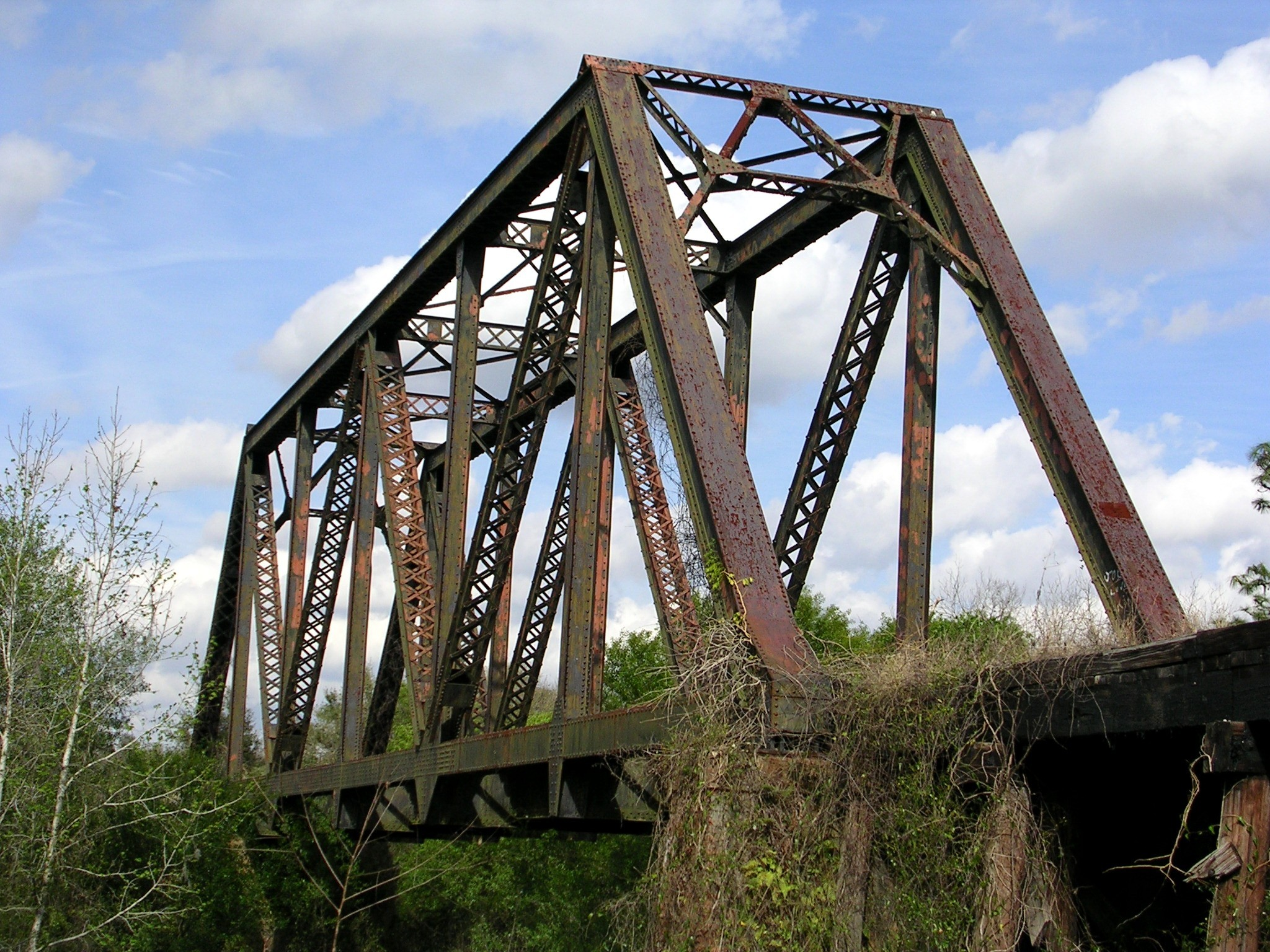
Một cây cầu giàn cũ

Cầu giàn là loại cầu được xây dựng với giàn nhịp bằng khung xương sắt, thép được nối dài. Cầu giàn thường được dùng cho đường ray tàu hỏa hơn là đường bộ. Cầu giàn được sử dụng khá phổ biến ở Việt Nam.

## Kết cấu
Các thanh sắt trên nhịp cầu được liên kết với nhau bằng đinh tán chặt hoặc bu-lông và ốc to. Những thanh sắt này thường được lắp ghép thành những hình tam giác, với loại thiết kế này sẽ giúp cho giàn cầu dựa vào nhau, liên kết cứng, không làm bị biến dạng, gãy cầu. Phần mặt nền cầu được xây bằng nhiều thanh thép nằm ngang, chéo đối với cầu dành cho đường ray tàu hỏa, còn đối với đường bộ, sàn cầu được làm đổ bằng bê tông cốt thép và mặt đường rải nhựa như các cầu khác.

## Một số cây cầu nổi tiếng

### Ở Việt Nam
- Cầu Long Biên
- Cầu Ghềnh
- Cầu Bình Lợi (dành cho đường sắt)
- Cầu Đuống
- Cầu Chương Dương